# Ildefons Cerdà metróállomás
Ildefons Cerdà egyike a Spanyolországban található barcelonai metró metróállomásainak. Nevét Ildefons Cerdà i Sunyer katalán várostervező építészről kapta, aki Barcelona Eixample városrészének megálmodója volt.

## Metróvonalak
Az állomást az alábbi metróvonalak érintik:
- 8-as metróvonal
- Llobregat–Anoia-vasútvonal

## Kapcsolódó állomások
Az állomáshoz az alábbi állomások vannak a legközelebb:
- Magòria-La Campana (8-as metróvonal, Llobregat–Anoia-vasútvonal)
- Europa-Fira (Molí Nou-Ciutat Cooperativa, 8-as metróvonal, Llobregat–Anoia-vasútvonal)